# Територіальна оборона
Територіáльна оборóна є комплексом загальнодержавних, воєнних та спеціальних заходів, що застосовуються під час загрози або відбиття агресії з метою охорони та захисту державного кордону від зазіхань іззовні, забезпечення умов для надійного функціонування державних органів, мобілізаційного та оперативного розгортання військ (сил), охорони важливих об'єктів і комунікацій, боротьби з диверсійно-розвідувальними силами та іншими озброєними формуваннями агресора на території країни, а також радіаційного, хімічного, біологічного захисту військ і населення від наслідків аварій (зруйнувань) атомних електростанцій, об'єктів, небезпечних хімічно, та підтримання режиму воєнного стану.

## В Україні
Українське законодавство надає таке визначення: «Територіальна оборона — система загальнодержавних воєнних і спеціальних заходів, що здійснюються в особливий період із завданнями: охорони та захисту державного кордону; забезпечення умов для надійного функціонування органів державної влади, органів військового управління, стратегічного (оперативного) розгортання військ (сил); охорони та оборони важливих об'єктів та комунікацій; боротьби з диверсійно-розвідувальними силами, іншими озброєними формуваннями агресора та антидержавними незаконно утвореними озброєними формуваннями; підтриманням правового режиму воєнного стану».